# Хрєнов Аркадій Федорович
 Хрєнов Аркадій Федорович (5 лютого 1900, Очер, Пермський край — †29 грудня 1987, Москва) — радянський воєначальник, генерал-полковник інженерних військ (2.11.1944), Герой Радянського Союзу (21.03.1945).

## Біографія

### Громадянська війна
А. Ф. Хренов з 1918 року у Червоній Армії, у складі якої брав участь у Громадянській війні 1918—1920 років. Був телефоністом у 30-ій стрілецькій дивізії. Потім командував ротою, понтонним батальйоном, інженерним батальйоном.

### Міжвоєнний період
У 1929 рокі закінчив курси вдосконалення командного складу. Викладав у Ленінградському військової-інженерному училищі, потім був помічником начальника інженерних військ Ленінградського військового округу.
На посаді начальника інженерних військ 7-ї армії, потім Північно-Західного фронту участь у Радянсько-фінській війні.
21 березня 1940 року А. Ф. Хрєнову було присвоєно звання Героя Радянського Союзу.
Напередодні Німецько-радянської війни А. Ф. Хрєнов очолював Головне управління військово-інженерних військ Червоної Армії, потім був начальником інженерних військ Московського військового округу.

### Німецько-радянська війна
22 червня 1941 року генерал-майора А. Ф. Хрєнова було призначено начальником інженерних військ Південного фронту. 19 серпня 1941 року він став помічником командувача Одеського оборонного району з оборонного будівництва. Він був одним із останніх військових, які залишили місто Одеса 16 жовтня 1941 року.
У дні оборони Севастополя А. Ф. Хрєнов був начальником інженерних військ Севастопольського оборонного району (1941—1942), начальником інженерних військ Кримського фронту (квітень — травень 1942 року).
Після залишення радянськими військами Севастополю генерал Хрєнов очолював інженерні війська Ленінградського і Волховського (1942—1944), Карельського (1944—1945), 1-го Далекосхідного (1945) фронтів.

### Після Німецько-радянської війни
Після закінчення бойових дій проти Японії Аркадій Федорович Хрєнов служив на посадах:
- начальника інженерних військ Приморського військового округу (до грудня 1945 року)
- начальника інженерних військ Військ Далекого сходу (грудень 1945—травень 1949 рр.)
- генерал-іспектора інженерих військ Головної інспекції Міністерства оборони СРСР (1949—1960).

З вересня 1960 року генерал-полковник А. Ф. Хрєнов був у відставці.
Помер 29 грудня 1987 року у Москві. Похований на Кунцевському цвинтарі.

## Нагороди та звання
- Медаль «Золота Зірка»;
  - три ордени Леніна;
  - орден Жовтневої Революции;
  - три ордени Червоного Прапору;
  - два ордени Кутузова 1-го степеня;
  - орден Суворова 2-го ступеня;
  - орден Кутузова 2-го ступеня;
  - орден Вітчизняної війни 1-го ступеня;
    - іноземні ордена;
    - медали.

## Військові звання
- майор (1936)
- полковник
- генерал-майор інженерних військ (4.06.1940)
- генерал-лейтенант інженерних військ (7.12.1942)
- генерал-полковник інженерних військ (2.11.1944)